# Śląsk Wrocław (baschet)
Śląsk Wrocław este o echipă poloneză de baschet, cu sediu în Wrocław. Cea mai bună perioadă a echipei a fost între anii 1998-2002, atunci când echipa a câștigat de 5 ori consecutiv Liga Poloneză de Baschet. De asemenea, echipa a fost campioană de 17 ori în Liga Poloneză de Baschet.

## Istoric

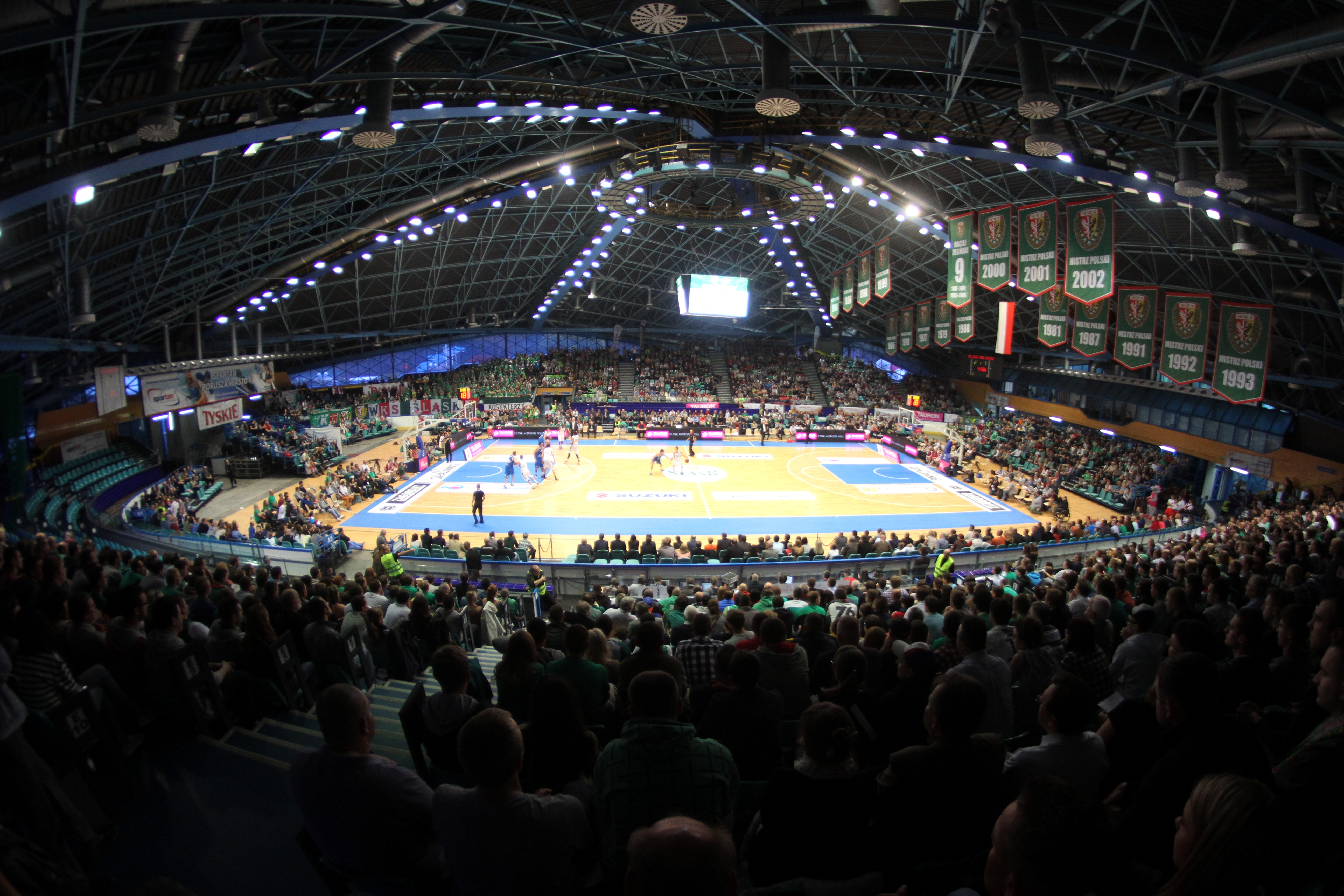
Hala Orbita

De când a fost fondată, în 1947,Śląsk Wrocław, a fost cea mai bună și cea mai recunoscută echipă de baschet din Polonia. Echipa a câștigat campionatul polonez de 17 ori până acum. Cea mai recunoscută perioadă de a echipei este "Great Śląsk Era" atunci când echipa a câștigat cinci titluri de campionă la rând (1998-2002). Cele mai multe dintre aceste succese au fost obținute de  Andrej Urlep, alături de legendarul antrenor al Śląsk. Recent, Śląsk se confruntă cu mari probleme financiare, cauzate de lipsa de rezultate decente în ultimii 3 ani. Înainte de sezonul 2006-07, clubul l-a numit pe Urlep din nou antrenor, care este considerat a fi primul pas spre recâștigarea locului în topul campionatului polonez de baschet. Jucătorii faimoși ai Śląsk Wrocław au fost: Mieczysław Łopatka (1960), Edward Jurkiewicz (1970 și 1980), Jerzy Binkowski (1980, 1990), Dariusz Zelig (1980, 1990), Adam Wójcik, Maciej Zielinski (retras la sfârșitul sezonului 2005-06) și Dominik Tomczyk. În 2008, clubul a intrat în mari dificultăți financiare, care au dus la retragerea echipei din Liga Poloneză de Baschet. În sezonul 2015-16, s-au întors în competiția europeană, jucând în FIBA Europe Cup.

## Statistici
| Sezon   | Nivel | Liga    | Loc | Polish Cup        | Competițiile europene | Competițiile europene | Competițiile europene |
| ------- | ----- | ------- | --- | ----------------- | --------------------- | --------------------- | --------------------- |
| 2003–04 | 1     | PLK     | 2   | Câștigătoare      | 1 Euroleague          | RS                    | 6–8                   |
| 2004–05 | 1     | PLK     | 5   | Câștigătoare      | 2 ULEB Cup            | P8                    | 6–6                   |
| 2005–06 | 1     | PLK     | 5   | 3 FIBA EuroCup    |                       | P16                   | 6-6                   |
| 2006–07 | 1     | PLK     | 3   |                   |                       |                       |                       |
| 2007–08 | 1     | PLK     | 3   | Finalistă         |                       |                       |                       |
| 2008–09 | 3     | II Liga | 11  |                   |                       |                       |                       |
| 2009–10 | 3     | II Liga | 12  |                   |                       |                       |                       |
| 2010–11 | 3     | II Liga | 12  |                   |                       |                       |                       |
| 2011–12 | 1     | PLK     | 7   |                   |                       |                       |                       |
| 2012–13 | 2     | I Liga  | 1   |                   |                       |                       |                       |
| 2013–14 | 1     | PLK     | 9   | Câștigătoare      |                       |                       |                       |
| 2014–15 | 1     | PLK     | 5   | Sfert-finalistă   |                       |                       |                       |
| 2015–16 | 1     | PLK     | 14  | 3 FIBA Europe Cup | R32                   | 4–8                   |                       |
| 2016–17 | 3     | II Liga | 1   |                   |                       |                       |                       |

## Jucători

### Jucători
- Dainius Adomaitis
- Raimonds Miglinieks
- Gintaras Einikis
- Andrius Giedraitis
- Sean Marks
- Andrey Fetisov
- Richard Lugo
- Lynn Greer
- Michael Hawkins
- Michael Wright
- Charles O'Bannon
- / Randy Holcomb
- Rashad Madden

## Realizări
- Liga Poloneză (17):
  - Campioană (17): 1965, 1970, 1977, 1979, 1980, 1981, 1987, 1991, 1992, 1993, 1994, 1996, 1998, 1999, 2000, 2001, 2002
  - Finalistă (6): 1963, 1964, 1972, 1978, 1989, 2004
  - Locul al treilea (14): 1960, 1966, 1967, 1969, 1971, 1973, 1974, 1982, 1985, 1986, 1990, 2003, 2007, 2008
- Liga 1 (1):
  - Campioană (1): 2012-13
- Cupa Poloniei (14):
  - 1957, 1959, 1972, 1973, 1977, 1980, 1989, 1990, 1992, 1997, 2004, 2005, 2014
- Supercupa Poloniei (2):
  - 1999, 2000

## Link-uri externe
- Site-ul oficial Arhivat în 16 septembrie 2013, la Wayback Machine.
- Extraleague echipa de baschet